# Памятник Тарасу Шевченко (Ашхабад)
Памятник Тарасу Шевченко в Ашхабаде — памятник украинскому поэту и художнику Тарасу Шевченко в Ашхабаде, находящийся на площади, возле здания Госкомитета по туризму и спорту Туркменистана. Является одним из старейших памятников города. Установлен в 1926 году. Во время ашхабадского землетрясения 1948 года памятник был разрушен. 24 марта 1972 года в дни проведения культуры Украины в Туркменской ССР состоялось открытие нового памятника Тарасу Шевченко (скульптор — Михаил Лысенко). В сентябре 2009 года при содействии Посольства Украины и Хякимлика Ашхабада памятник был реконструирован и перенесен на новое, более удобное место.
Сейчас памятник Шевченко служит местом регулярных мероприятий, которые проводит Посольство Украины в Туркменистане. Улица, что проходит рядом, тоже названа в честь Шевченко.